# 高良惠
高良惠（1160年—1227年），西夏大臣，中兴府（今宁夏银川）人。夏仁宗时枢密直学士高岳之孙。
高良惠为人忠恳，有经世之才。夏神宗遵顼时，多次上书论事，不被采纳。夏献宗即位，乾定元年（1223年），任右丞相，乾定二年（1224年）蒙古帝国大军围沙州（今甘肃敦煌），破银州（今陕西米脂西北），俘生口，牛羊数十万，夏兵数万人战死。以蒙古势强，夏国日衰，高良惠首进和金三策，被采纳，献宗遣使奉表至金朝修好，联金抗蒙。夏、金约为兄弟之国，互相支援。但这时金朝已衰败，无力援夏。十一月，献宗降蒙，许以质子为信。乾定三年（1225年），蒙古使臣孛秃至夏国，责献宗遣子为质，献宗犹豫未决，他力劝献宗如约，献宗不听。次年，成吉思汗率大军来攻，蒙古军围中兴府，夏主李睍失措，遂内镇百官，外厉将士，日夕拒守，自冬入夏，为时半年。高良惠见国势日危，积劳成疾。忧愤而死，年六十七岁。